# 多脉短筒苣苔
多脉短筒苣苔（学名：Boeica multinervia）为苦苣苔科短筒苣苔属下的一个种。

## 扩展阅读
- 維基物種上的相關：多脉短筒苣苔